# Мала Степнинка
Мала Степнинка (рос. Малая Степнинка) — присілок у Мар'яновського району Омської області Російської Федерації.
Належить до муніципального утворення Степнинське сільське поселення. Населення становить 225 осіб.

## Історія
Згідно із законом від 30 липня 2004 року органом місцевого самоврядування є Степнинське сільське поселення.

## Населення
| 1970 | 1979 | 1989 | 2010 |
| ---- | ---- | ---- | ---- |
| 262  | ↘214 | ↗221 | ↗225 |